# Kuty (obwód iwanofrankiwski)
Kuty (ukr. Кути) – osiedle typu miejskiego na Ukrainie, w obwodzie iwanofrankiwskim, w rejonie kosowskim, nad Czeremoszem. W 2018 roku liczyło 4080 mieszkańców. Miejscowość jest uzdrowiskiem klimatycznym oraz ośrodkiem przemysłu drzewnego i lokalnego rzemiosła artystycznego (tkactwo, hafciarstwo, garncarstwo).
Od nazwy miejscowości pochodzi nazwa regionu Pokucie, którego Kuty de facto są stolicą. Kuty znajdują się w południowo-wschodniej części Galicji, w Galicji Wschodniej, naprzeciw miasta Wyżnica, należącego przed II wojną światową do Rumunii.

## Przynależność terytorialna
- 1340–1772 w Królestwie Polskim (od 1569 I Rzeczypospolitej) w ziemi halickiej województwa ruskiego. Wchodziło wówczas w skład starostwa niegrodowego, które według spisów podskarbińskich z 1770, składało się z miasta Kuty i wiosek: Kuty Stare, Kobaki, Rybno, Słobódka, Tudiów, Rożen Wielki, Rożen Mały, Roztoki, Białoberezka, Berwinkowa, Chorocowa, Dołhopole, Ilohopol, Hryniawa, Jabłonica, Krasnoiła, Perechresno, Polanki, Stebnie, Fereskul i Uścieryki. W roku 1771 starostwo to dzierżawiła Ludwika z Mniszchów Potocka (kasztelanowa krakowska). Opłacała z niego kwarty w wysokości 19 104,11 złotych polskich.
- 1772–1918 w Królestwie Galicji i Lodomerii w Cesarstwie Austriackim. 1 maja 1782 r. Kuty (wraz z całym starostwem) włączono do powiatu kosowskiego (dóbr Kosowa i Pistynia). W tym okresie, w Kutach (mieście rządowym) zamieszkiwało 6476 osób według spisu ludności z 1857 r. Parafia rzymskokatolicka i greckokatolicka loco. W latach 1782-1811 miasto należało do cyrkułu stanisławowskiego. Ewaryst Andrzej, hrabia Kuropatnicki w wydanej po raz pierwszy w 1786 r. „Geografii (...) Galicyi i Lodomeryi” pisał o Kutach: Miasto intratne, niegdyś starostwo JO. Ludwiki z Mniszchów Potockiej, kasztelanowy krakowskiej, teraz jest cesarskie[2]. Od roku 1811 Kuty należały do nowoutworzonego cyrkułu kołomyjskiego. W 1850 r. w wyniku reformy administracyjnej, mającej na celu usprawnienie zarządzania na obszarze Galicji i Lodomerii cyrkuły zostały zniesione. Kuty znalazły się w okręgu rządowym Stanisławów, jako siedziba jednego z trzech Bezirkshauptmannschaft-ów, obejmującego okręgi sądowe Kuty i Kossów. Po kilkuletnich zawirowaniach i zmianach administracyjnych, związanych z Wiosną Ludów, w 1855 r. miasto stało się siedzibą powiatu Kuty. Stan ten trwał do 1867 roku, kiedy to w następstwie kolejnej reformy administracyjnej cały bezirk Kutty wszedł w skład funkcjonującego już do 1918 r. powiatu kosowskiego.
- 1918–1945, w czasach II Rzeczypospolitej, w powiecie kosowskim, województwa stanisławowskiego. Miasto na granicy z Rumunią, którą wyznaczała rzeka Czeremosz. Znane głównie z epizodów kampanii wrześniowej. 17 września 1939 na tutejszej plebanii unickiej z udziałem prezydenta RP Ignacego Mościckiego odbyło się ostatnie posiedzenie rządu RP w II Rzeczypospolitej[3]. Tamtejszym mostem przedostały się do Rumunii w dniu 17 września 1939 r. polskie władze, obecne z nimi duchowieństwo oraz wojskowi. 20 września tegoż roku w obronie mostu zginął pisarz Tadeusz Dołęga-Mostowicz. Most został spalony przez Ukraińców w 1944[4].
  - 1939–1941 pod okupacją sowiecką.
  - 1941–1944 pod okupacją niemiecką.
  - 1944-1945 ponownie pod okupacją sowiecką.
- 1945–1991 w Związku Socjalistycznych Republik Radzieckich (ZSRR), na terytorium USRR.
- od 1991 część Ukrainy.

## Historia
Kuty otrzymały prawa miejskie w r. 1715 od króla Augusta II Mocnego, za sprawą Józefa Potockiego, kasztelana krakowskiego i wojewody kijowskiego. Wcześniej, wraz z okolicznymi wsiami stanowiły starostwo niegrodowe. Ludność zajmowała się uprawą roli, sadownictwem, kupiectwem, produkcją safianu, garncarstwem, rękodziełem artystycznym. Do końca XVIII w. były tu warzelnie soli. Od XIX wieku Kuty stały się znanym letniskiem dzięki malowniczemu położeniu nad dużą rzeką, otoczeniu górami (nad miasteczkiem góra Owidiusz), ciepłemu klimatowi i bogactwu owoców, a także dobrej bazie mieszkaniowej (liczne dworki w ogrodach). Corocznie w dniu 13 czerwca odbywały się tu sławne odpusty ormiańskie, ściągające Ormian z Polski, Bukowiny, Mołdawii, a nawet Armenii.
Po I rozbiorze Polski w 1772 r. Kuty znalazły się pod zaborem austriackim, w Galicji.

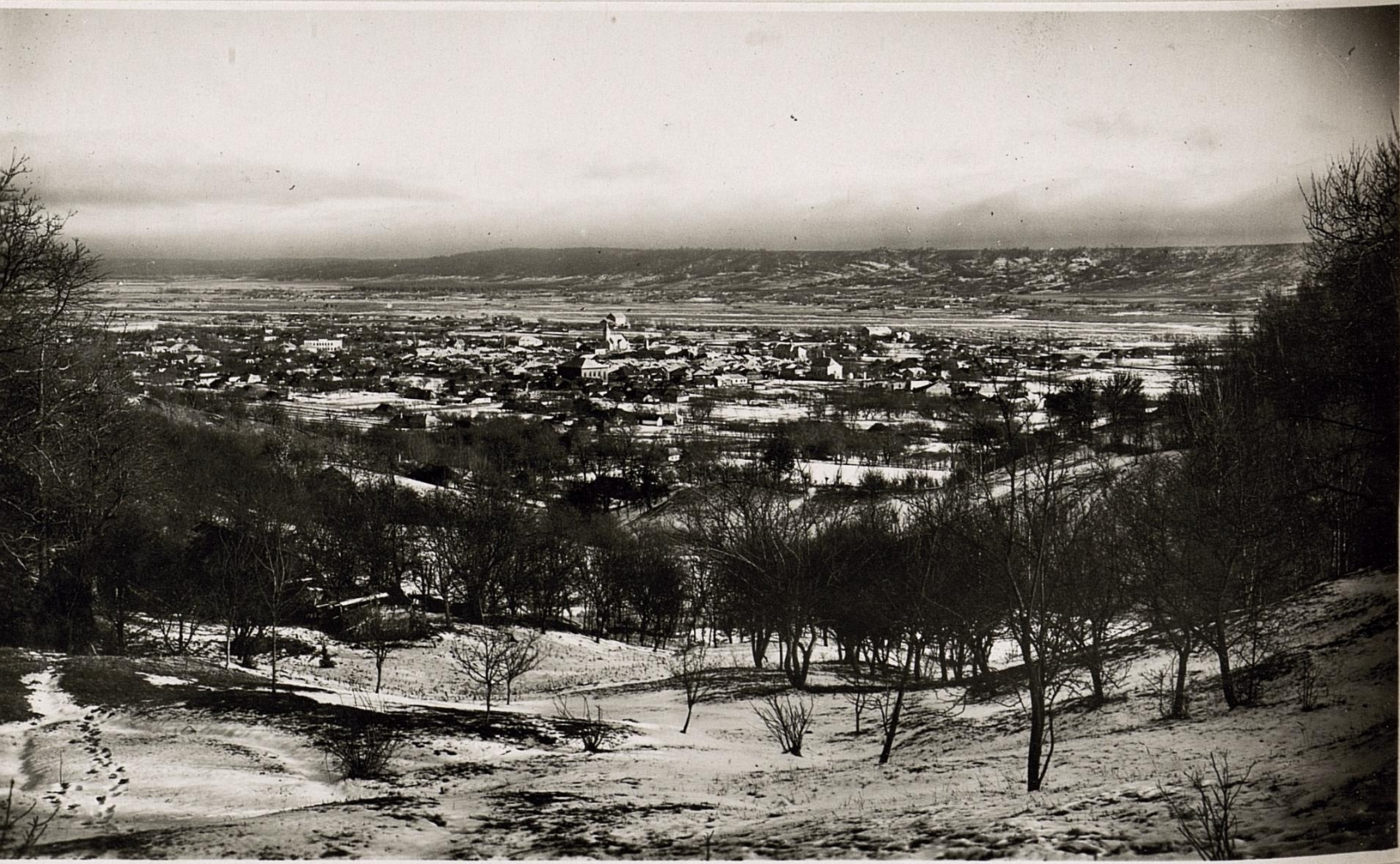
Panorama miasta ok. 1914–1918

Zabytki Kut to kościół rzymskokatolicki z przełomu XVIII/XIX w., malowniczo położony kościół ormiańskokatolicki z XIX w. i cerkiew greckokatolicka, rynek z ratuszem i uliczki z ładną zabudową z przełomu wieków, a także cmentarz XIX-wieczny, którego najciekawsza część to kilkadziesiąt zachowanych dotąd nagrobków rodzin ormiańskich (napisy wyłącznie polskie). Kuty liczyły w latach 30. XX w. ok. 7 tys. mieszkańców, z czego obok rdzennych Polaków dużą część stanowili polscy Ormianie (Polacy pochodzenia ormiańskiego, katolicy obrządku ormiańskiego, przybyli tu od XVI w. z Mołdawii). Kuty stanowiły największe skupisko Ormian w Polsce. Żyli tu także Żydzi i Rusini, w okolicy Huculi. W latach 1857–1862 burmistrzem miasta Kuty był pochodzący z ormiańskiego rodu szlacheckiego baron Piotr Romaszkan.
W okresie międzywojennym miejscowość znalazła się ponownie w granicach państwa polskiego i była siedzibą komisariatu Straży Celnej „Kuty”. Ulokowano tu też placówkę Straży Celnej, a następnie po reorganizacji stacjonowała tu placówka Straży Granicznej I linii „Kuty”. Przez Kuty we wrześniu 1939 r. ewakuowali się do Rumunii żołnierze Wojska Polskiego oraz wysocy urzędnicy RP, w tym prezydent Ignacy Mościcki i wódz naczelny Edward Rydz-Śmigły.
Od września 1939 do czerwca 1941 r. Kuty znajdowały się pod okupacją sowiecką, a potem do 1944 r. pod niemiecką.
Żydzi podczas okupacji niemieckiej zostali eksterminowani. Według sowieckich danych zabito 2239–2350 mieszkańców Kut narodowości żydowskiej.
Po II wojnie światowej Polacy (w tym Ormianie) zostali wysiedleni, miasteczko mimo napływu nowej ludności liczy mniej mieszkańców. W 1956 r. w Kutach zmarł ostatni polski proboszcz ormiańskokatolicki Samuel Manugiewicz, który do wybuchu wojny piastował również funkcje burmistrza miasta i senatora II RP.
Kościół rzymskokatolicki, bardzo zniszczony, został zwrócony wiernym w r. 1990 i zabezpieczony dzięki funduszom zebranym przez warszawską TV. Z kolei kościół ormiański został przekształcony w cerkiew prawosławną.
W 1989 liczyło 4698 mieszkańców.
W 2013 liczyło 4073 mieszkańców.

### Ważne daty

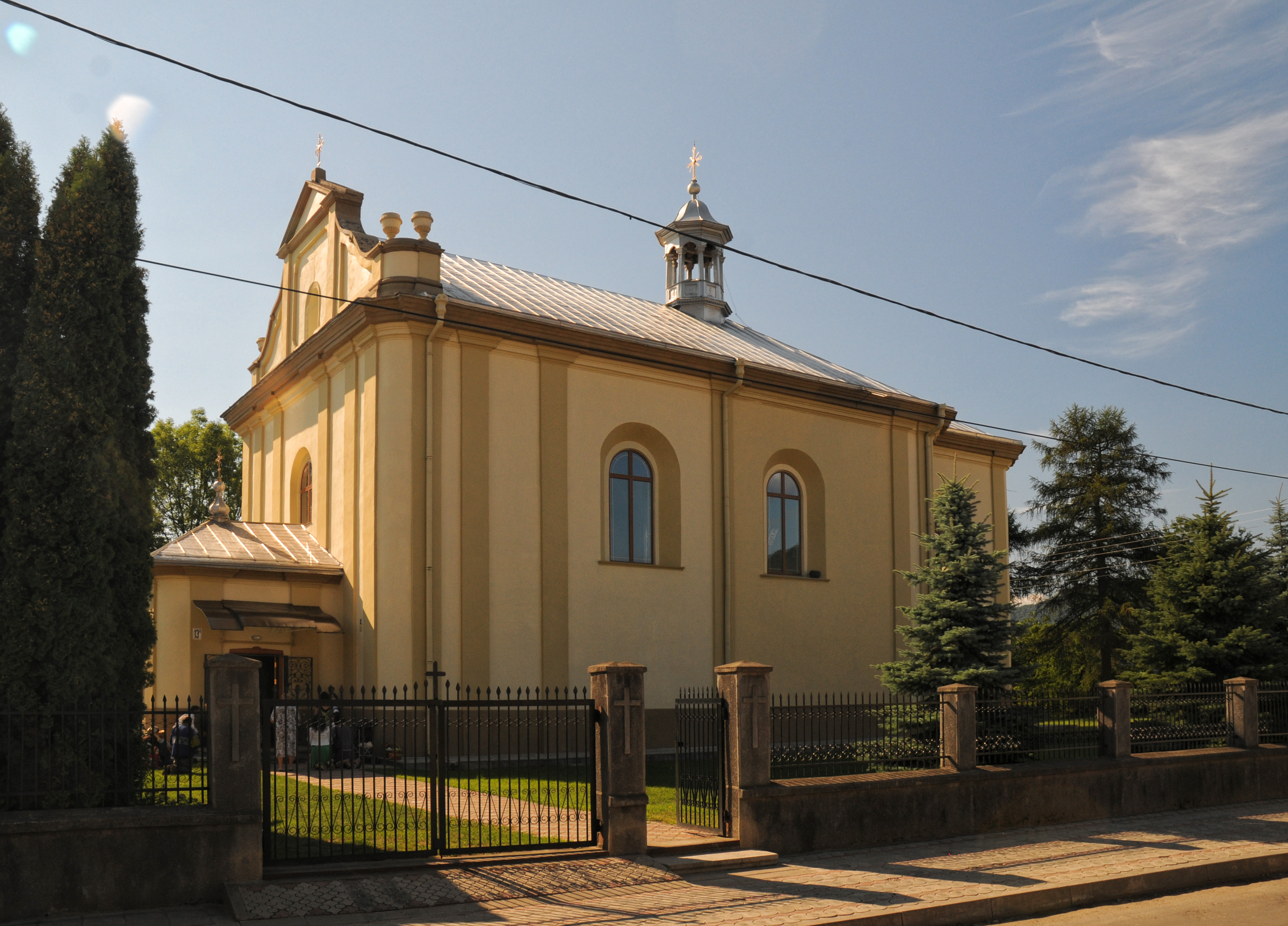
Kościół ormiańskokatolicki

- Wzmiankowane w roku 1469 jako wioska, należąca do Jana Odrowąża ze Sprowy.
- W 1715 Józef Potocki, wojewoda i generał ziem kijowskich, wystawił przywilej erekcyjny i ustanowił prawa, które umożliwiły Żydom swobodne osiedlanie się w Kutach. Według lustracji z 1765, w mieście prowadziło działalność gospodarczą 166 Polaków i Rusinów, 70 Ormian, 124 Żydów i 136 komorników żydowskich. Józef Potocki (mąż wspomnianej Ludwiki) ufundował w Kutach kościół ormiański i cerkiew unicką. Miasto rozwijało się też dzięki kolonii ormiańskiej. Do II wojny światowej było największym skupiskiem Ormian Polskich w II Rzeczypospolitej, którzy trudnili się m.in. handlem i produkcją safianu i nazywane stąd Małą stolicą Ormian Polskich.
- Latem 1930 r. saperzy z 1. i 2. Batalionu Mostów Kolejowych z Krakowa i Jabłonny wznieśli graniczny most drogowo-kolejowy na Czeremoszu, łączący Kuty i rumuńską Wyżnicę[14].
- 17 września 1939 roku polski rząd przekroczył granicę z Rumunią.
- 20 września 1939 w Kutach zginął Tadeusz Dołęga-Mostowicz, najpopularniejszy przedwojenny pisarz polski,
- 1 lipca 1941 zajęcie miasta przez sprzymierzone z Niemcami oddziały węgierskie. Od 1 sierpnia 1941 pod okupacją niemiecką[8].
- 9 kwietnia 1942 podczas antyżydowskiej akcji na ulicach miasta Einsatzgruppe „C” zabiła (rozstrzelała lub spaliła żywcem) 800–1058 osób[8].
- 15 sierpnia 1942 (bądź 9 września 1942) Niemcy wysłali pieszo ponad 1000 Żydów z Kut do Kołomyi (50 km). Według danych sowieckich rozstrzelano ich potem w lesie szeparówieckim[8].
- W marcu i kwietniu 1944 r. w Kutach partyzanci UPA wymordowali ok. 200 polskich Ormian i Polaków. Pod wpływem mordów większość mieszkańców tych narodowości uciekła z Kut[15].

## Zabytki

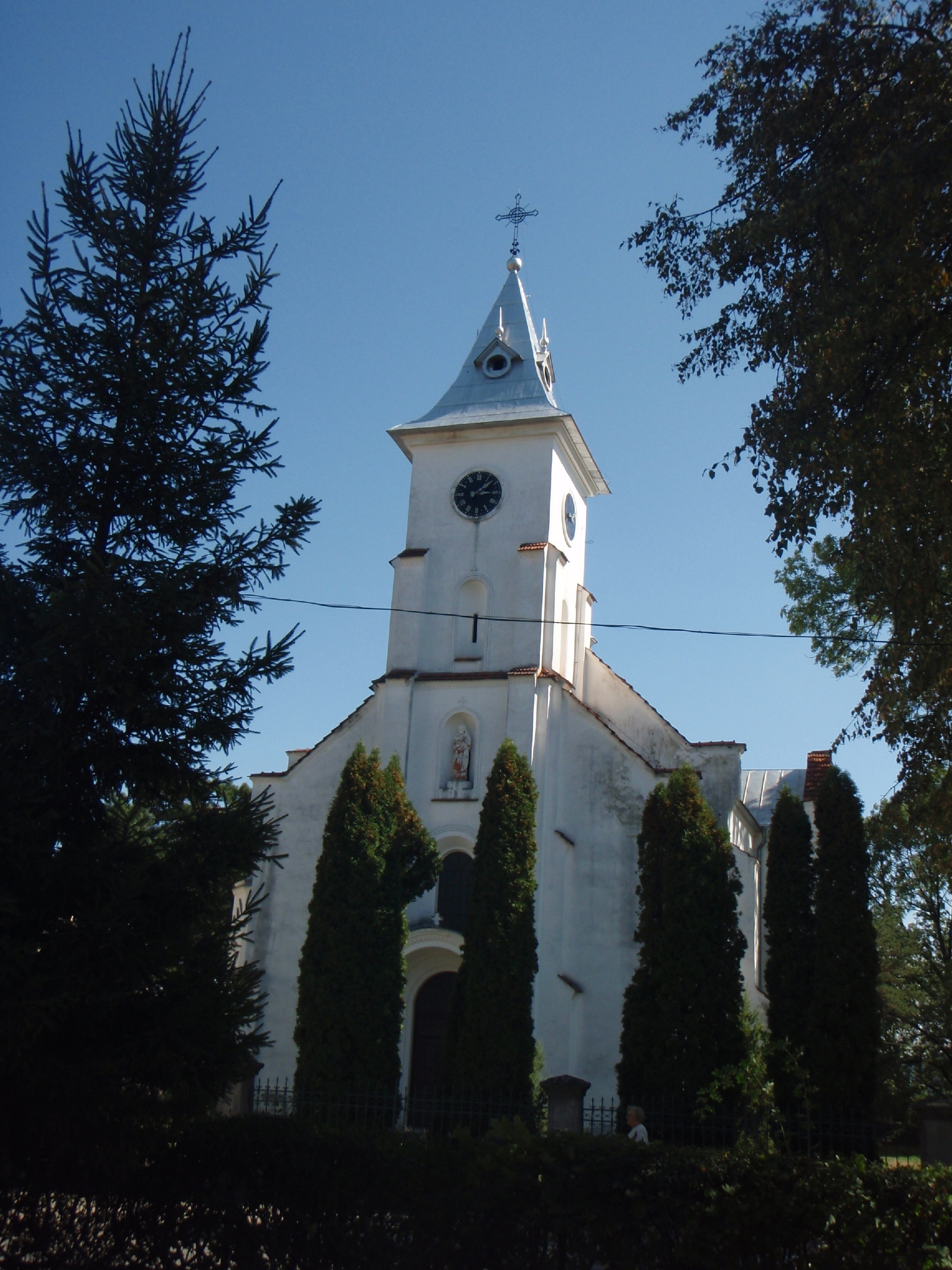
Kościół Serca Jezusa

- zabudowa miejska z XVIII–XIX wieku,
- kościół katolicki pw. Serca Jezusa,
- kościół ormiański z XVIII w.,
- ratusz z XIX w.,
- przedwojenny dom Sokoła (obecnie ukraiński dom kultury), w którym odbyło się ostatnie posiedzenie Rządu II RP.

## Osadnictwo
- Ormianie
- Huculi

## Związani z Kutami
- Tadeusz Dołęga-Mostowicz – polski pisarz, zmarły w Kutach,
- Jerzy Hordyński - polski poeta, publicysta[potrzebny przypis]
- Eliasz Kuziemski – polski aktor,
- Samuel Manugiewicz – polski ksiądz katolicki obrządku ormiańskiego, działacz ormiański w Małopolsce Wschodniej, senator II kadencji w II RP,
- Grzegorz Józef Romaszkan – polski duchowny katolicki, arcybiskup lwowski obrządku ormiańskiego.
- Piotr Romaszkan (1890–1863), burmistrz Kut (1857–1862), ziemianin, właściciel dóbr Ostapie, Uhersko, Laszki, członek Stanów Galicyjskich i działacz gospodarczy
- Jadwiga Zarugiewiczowa (1879–1968) z d. Bohosiewicz. Symboliczna matka Nieznanego Żołnierza pochowanego w Warszawie.

## Pobliskie miejscowości
- Kołomyja
- Kosów
- Kuty Stare
- Wyżnica
- Zaleszczyki